# Chingalpo (distrito)
Chingalpo é um dos dez distrito da província de Sihuas, situada na região de Ancash.

## Transporte
O distrito de Chingalpo não é servido pelo sistema de estradas terrestres do Peru.